# EuroLine
EuroLine of Avia24 is een Oekraïense luchtvaartmaatschappij met thuisbasis in Kiev.

## Geschiedenis
EuroLine werd opgericht in 2005.

## Vloot
De vloot van EuroLine bestaat uit: (maart 2007)
- 2 Yakolev Yak-40
- 1 Antonov AN-26(A)
- 3 Antonov AN-26B
- 1 Antonov AN-24RV